# کوه آزه گامارو

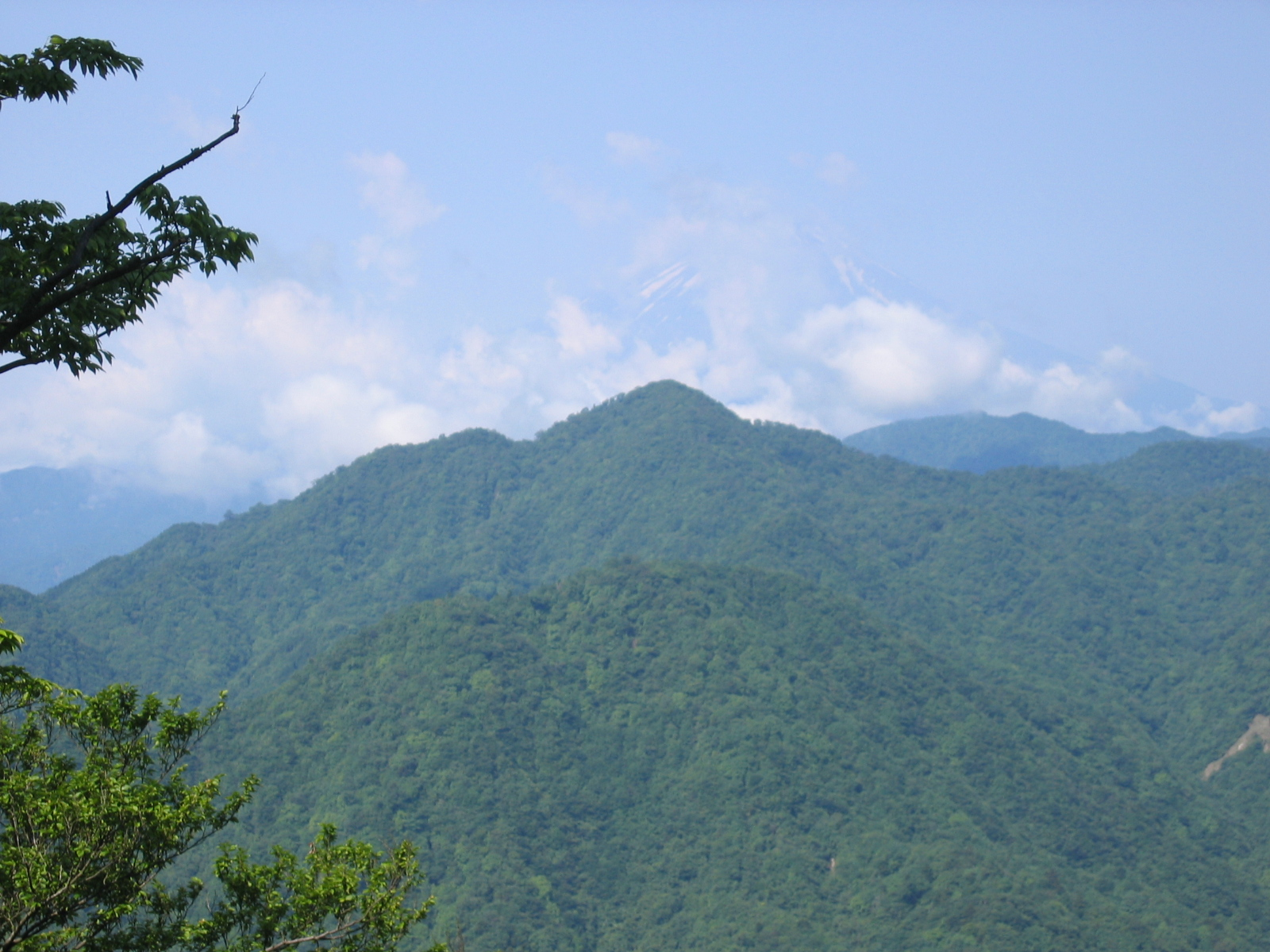
کوه آزه گامارو.

کوه آزه گامارو (به ژاپنی: 畦ヶ丸، Azegamaru) در استان کاناگاوا (神奈川県) قرار دارد. ارتفاع این کوه ۱۲۹۲ متر است. این کوه جزء سلسله کوه‌های سلسله کوه‌های تانزاوا (丹沢主脈) محسوب می‌شود. نام آزه گاوا برای نامگذاری کوه زیاد دیده می شود. آزه معنی خانه دارد و از دور که به کوه نگاه شود، به شکل یک خانهٔ گرد دیده می‌شود، علت نامگذاری به همین سبب است. چون تا قله جنگل انبوه وجود دارد، مناظر در حین کوهنوردی دیده نمی‌شود. 

## نگارخانه

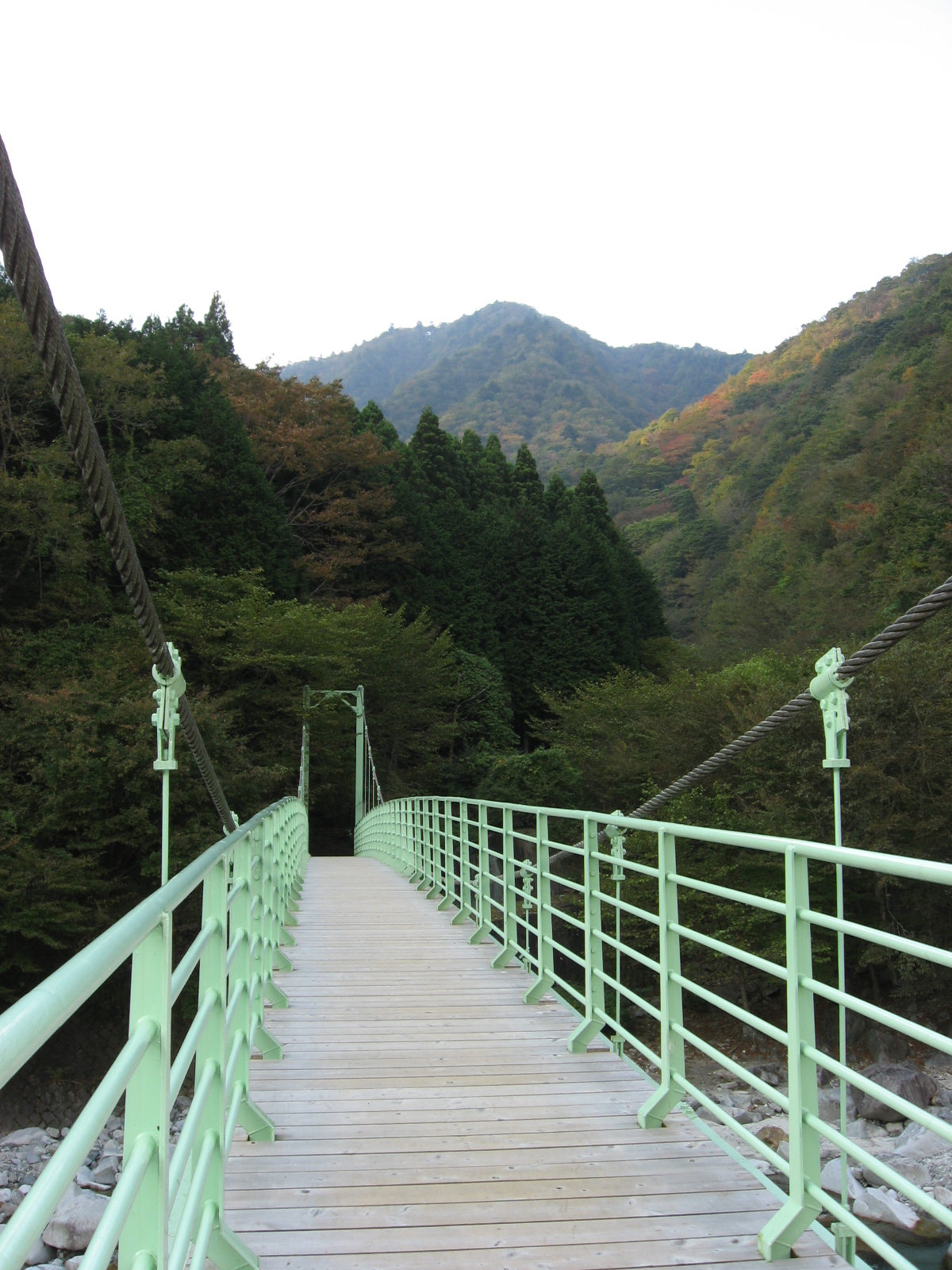
کلبه‌ای برای مواقع اضطراری در کوه آزه گامارو. برای بهتر دیدن عکس بر روی آن کلیک کنید.
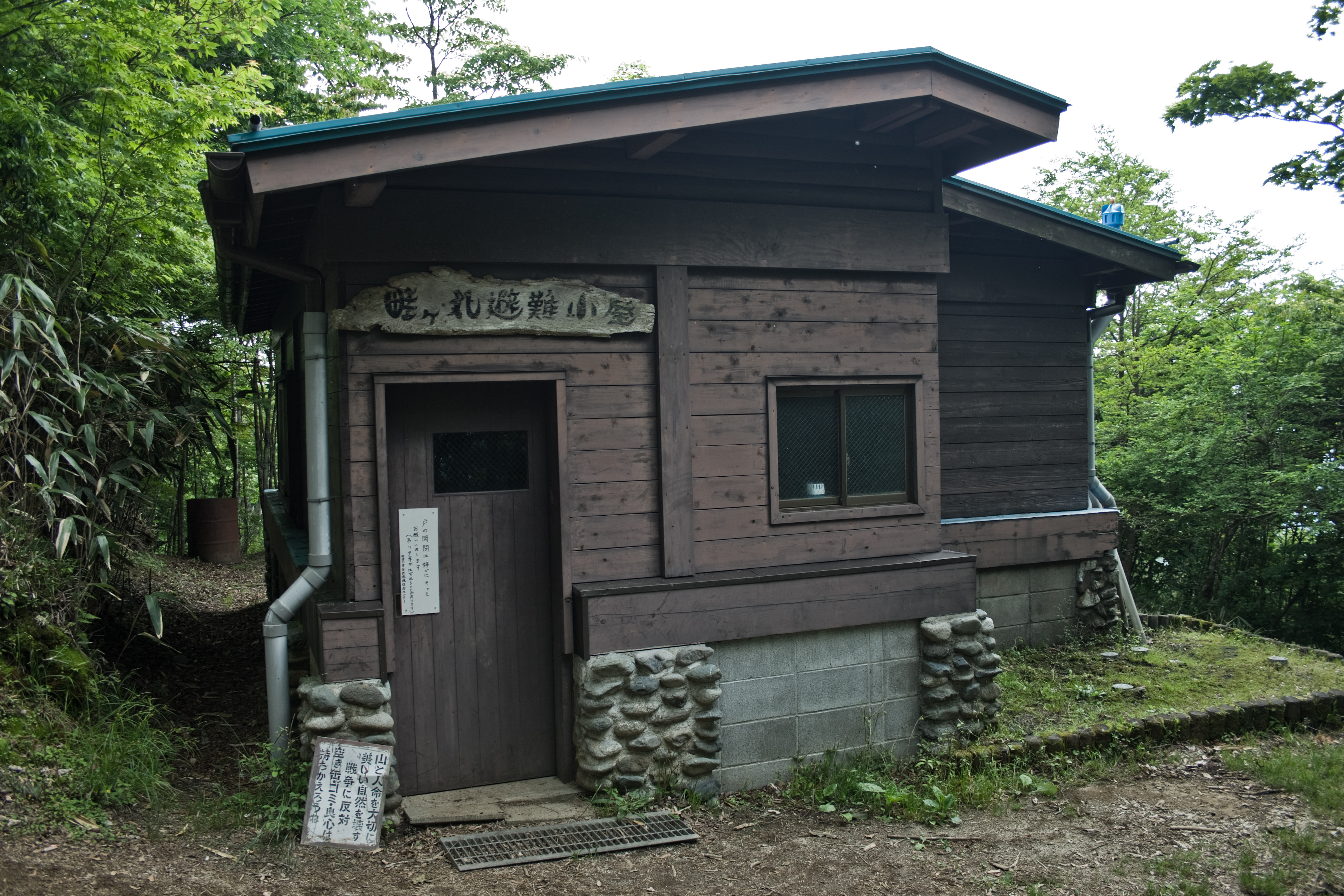
پناهگاه کوه آزه گامارو. برای بهتر دیدن عکس بر روی آن کلیک کنید.